# Seven Waves
Le Seven Waves est un navire de services qui peut être utilisé comme navire poseur de canalisations et navire-grue. Le navire appartient à l'entreprise de services offshore Subsea 7. Il navigue sous le pavillon de l'île de Man et son port d'attache est Douglas.

## Histoire
Le navire a été construit au chantier naval néerlandais  IHC Merwede à Krimpen aan den IJssel (agglomération de Rotterdam). Il a été équipé de deux puissantes grues développées par Huisman à Schiedam.
Seven Waves est capable de réaliser des travaux de pose de tuyaux flexibles de 100 à 630 mm à des profondeurs allant jusqu'à 2.500 mètres.  Il est équipé d'une grue d'une capacité de 400 tonnes et d'une tour de pose de canalisations d'une capacité de 550 tonnes.
Son pont de travail d'une superficie de 1.200 m² est conçu pour une charge maximale de 5 tonnes/m², et à certains endroits jusqu'à 10 tonnes/m². Les tuyaux flexibles sont placés sous le pont sur deux carrousels d'une capacité de 2.500 et 1.500 tonnes. 
Le navire dispose de deux sous-marins télécommandés (ROV) capables d'effectuer des tâches à des profondeurs allant jusqu'à 3.000 mètres.
Le déplacement sur zone d'exécution des travaux est effectué à une vitesse opérationnelle de 13 nœuds. La précision de positionnement est assurée par le système de positionnement dynamique, et la centrale de propulsion se compose de six moteurs Wärtsilä d'une capacité de 3,84 MW chacun.
Il dispose à bord de cabines pour 120 personnes. La livraison du personnel et de la cargaison peut être effectuée à l'aide de l'hélipad, qui est conçu pour recevoir des hélicoptères de type  Sikorsky S-92 ou Super Puma, jusqu'à 12,8 tonnes.

## Missions
Immédiatement après la construction, le navire a été engagé pour cinq ans pour travailler au large des côtes du Brésil à la demande de Petrobras, qui développait activement de nombreux champs pétrolifères.
En janvier 2016, Seven Waves a été contraint de se rendre aux Pays-Bas pour des réparations en raison d'un incendie dans sa tour de pose. Ce processus s'est prolongé jusqu'en 2017 .
À l'été 2017, Subsea 7 et Petrobras ont prolongé leurs contrats jusqu'au deuxième trimestre 2021. 

## Galerie

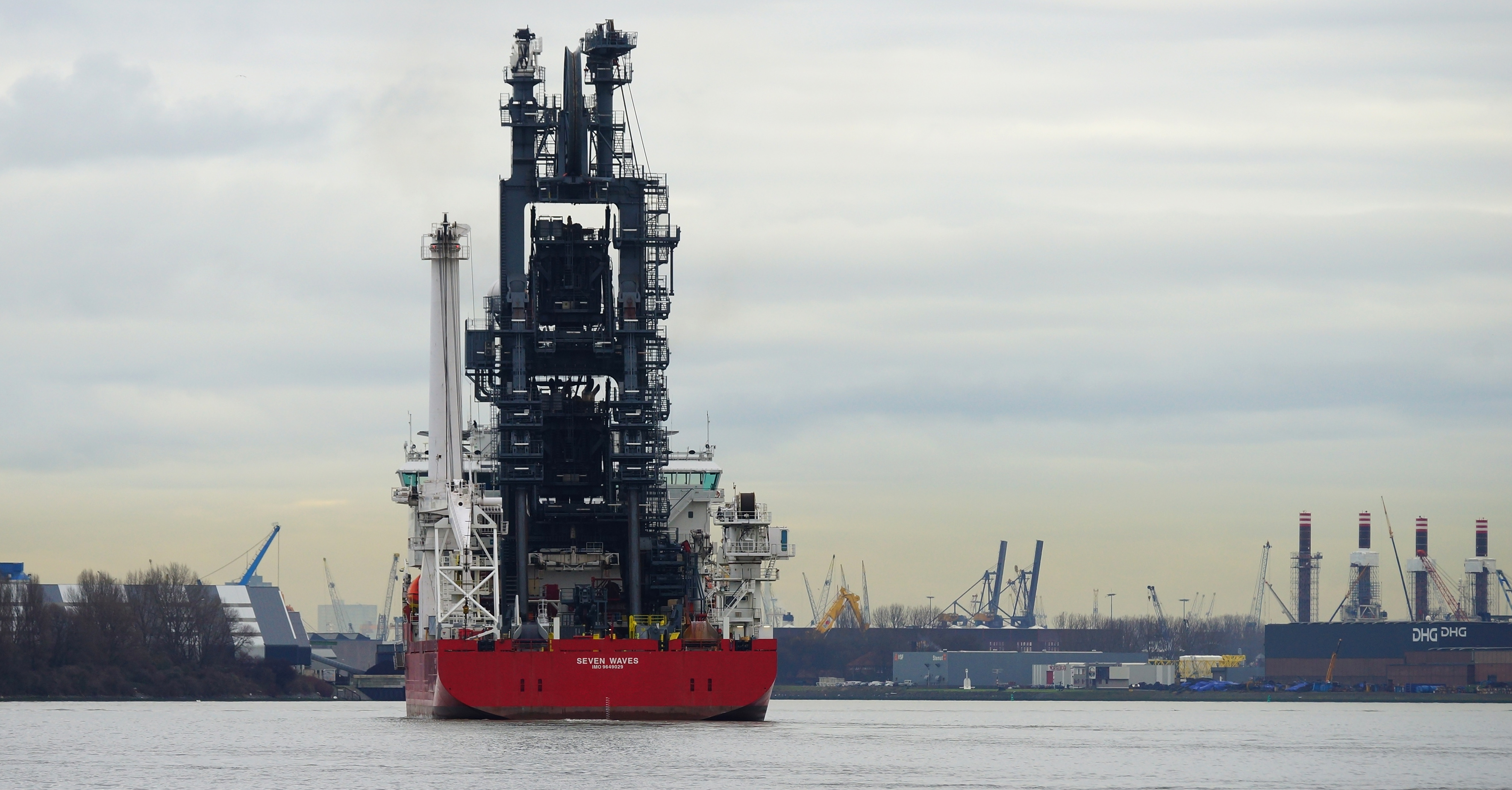
Seven Waves en 2016

### Articles externes
- Seven Waves - Site marinetraffic
- Seven Seas - Site Flotte Subsea 7
- Seven Waves Site Subsea 7